# Douglas F4D Skyray

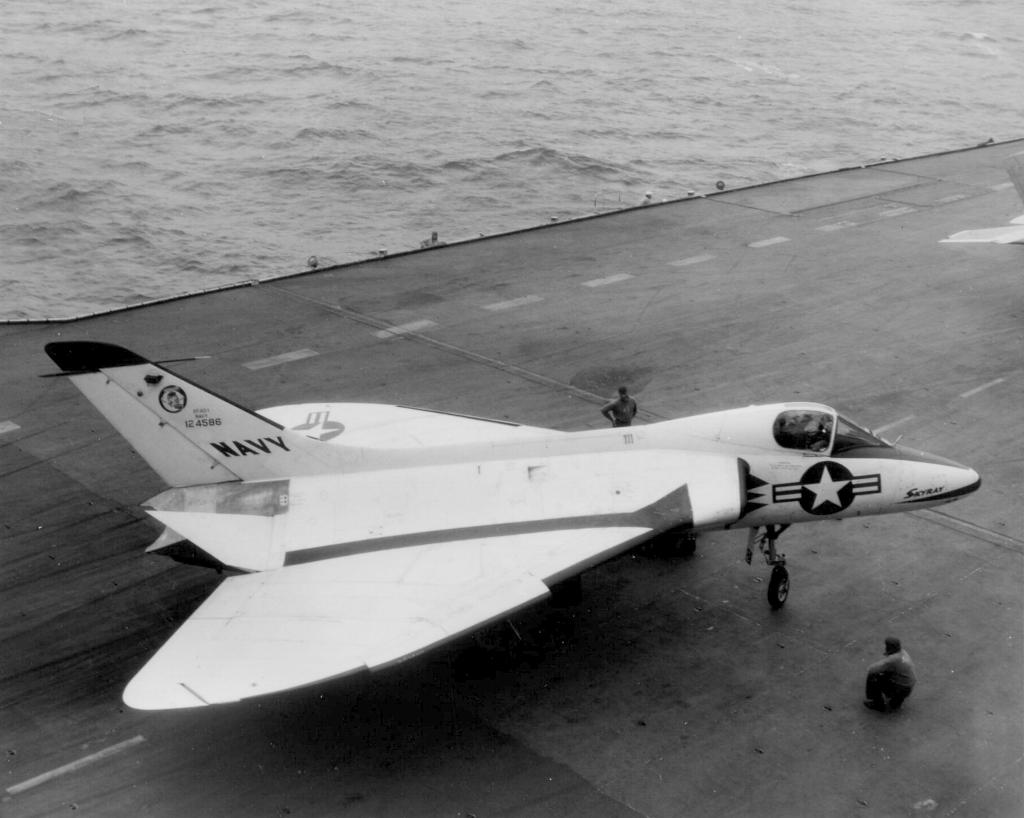
De XF4D-1 het eerste prototype van de Skyray

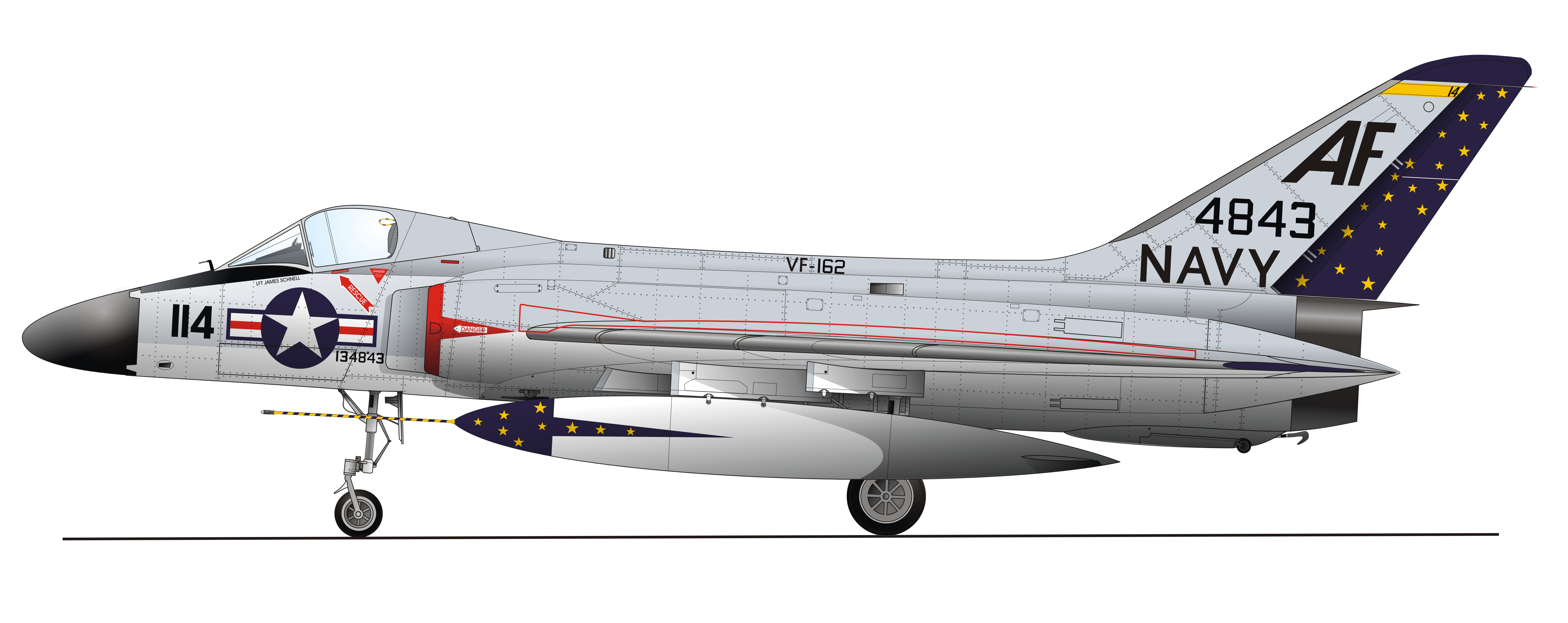
Een F4D van VF 162 "Crusaders"

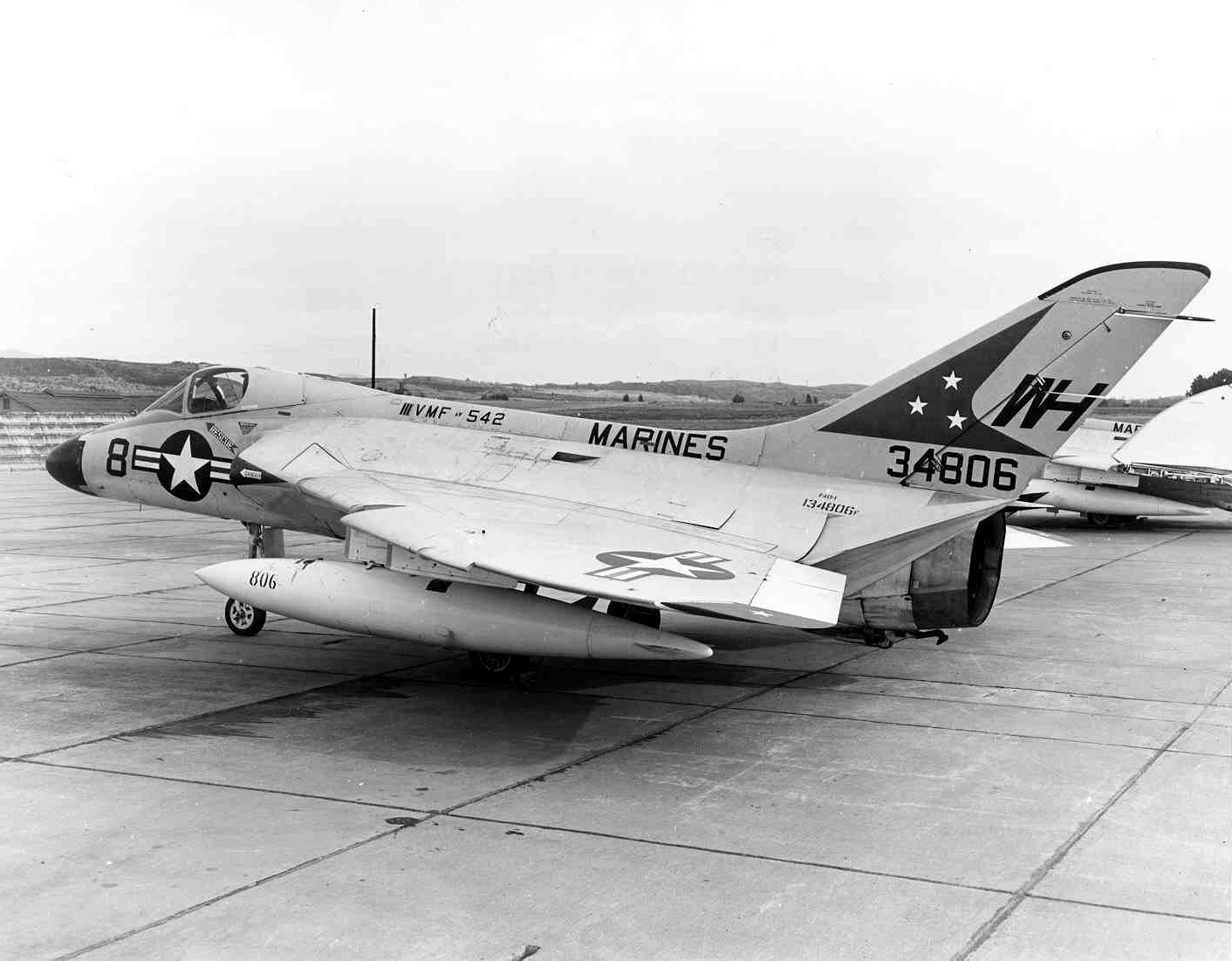
F4D van het Marine Corps VMF-542 “Tigers”

De Douglas F4D Skyray was een eenpersoons-jachtvliegtuig van de US Navy (USN) dat was ontworpen voor operaties vanaf vliegdekschepen. Het ontwerp van deze jager - met zijn zeer kenmerkende afgeronde deltavleugel - was afgeleid van een op het einde van de Tweede Wereldoorlog buitgemaakt Duits vliegtuigontwerp.
De Skyray was voor zijn tijd een zeer modern toestel maar werd slechts in geringe aantallen gebouwd; het had daarom ook maar een korte operationele levensduur en is daarom ook nooit daadwerkelijk in gevechtsacties betrokken geweest.
Vanwege de F4D aanduiding kreeg het toestel van zijn vliegers de bijnaam "Ford" (F4D = F four D, uitgesproken als Ford.)

## Geschiedenis
Na de Duitse overgave in mei 1945 gingen twee in de aerodynamica bekwame ingenieurs van de firma Douglas naar Parijs om de op de Duitsers in beslag genomen aerodynamica gegevens te bestuderen. Ze verkregen veel nuttig materiaal waaronder gegevens van windtunneltests van toestellen zonder horizontaal staartvlak. Deze waren afkomstig van Alexander Lippisch die ook de met een raketmotor aangedreven Messerschmitt Me-163 had ontworpen; daarnaast had hij ook andere ontwerpen gemaakt.
De firma Douglas zag brood in de staartloze delta-configuratie. Straalvliegtuigen hadden in die tijd slechts een klein bereik en een enorm brandstofverbruik. De deltavleugel was de oplossing; niet alleen werd de aerodynamica van een toestel hierdoor positief beïnvloed maar het bood ook de gelegenheid tot het vergroten van de interne brandstoftanks. Windtunneltests gaven in 1946 prima resultaten aan en de Douglas-ontwerpers zagen dat ze op het goede spoor zaten.
In 1947 had de US Navy grote behoefte aan een marinejager; een vrij kort bereik was geen beletsel omdat het toestel alleen als onderschepper vanaf vliegdekschepen zou worden gebruikt. Douglas reageerde hierop met het ontwerp van de onderschepper met deltavleugels en zonder horizontaal staartvlak. Het project kreeg onder de leiding van de Douglas hoofdontwerper Ed Heinemann de indicatie "D-571".
De marine gaf Douglas in december 1949 een contract voor twee prototypes; deze kregen de aanduiding XF4D-1 en door de gelijkenis met een rog kregen ze de bijnaam Skyray. Door de inmiddels opgelaaide Koude Oorlog vond de constructie in het grootste geheim plaats en werd er totaal geen ruchtbaarheid aan gegeven.
Het eerste prototype vloog in januari 1951 vanaf de basis Muroc (later Edwards Air Force Base) met testvlieger Larry Peyton. Hierbij bleek het een zeer nukkig en moeilijk bestuurbaar toestel te zijn. Peyton, eigenlijk transportvlieger, werd vervangen door een andere testvlieger, Russ Thaw. Deze jachtvlieger wist alle stuurproblemen goed te corrigeren en te herleiden waardoor vele verbeteringen konden worden aangebracht.
De Skyray werd een raspaardje dat, vanwege zijn onstabiliteit, zeer wendbaar was in handen van een ervaren vlieger. De marinevlieger maj. Marion Carl, een van de beste testvliegers van die tijd, vond het jammer dat het toestel nog niet tijdens het conflict in Korea beschikbaar was geweest. In zijn zienswijze zou het daar van doorslaggevende betekenis kunnen zijn geweest.
Beide prototypes waren eerst donkerblauw gespoten; vanwege hun slechte zichtbaarheid werd dit gewijzigd in spierwit.
Doordat de Westinghouse J40-motor nog niet gereed was werden de toestellen voorzien van een Allison J35-A-17-turbojet die slechts 22,3 kN stuwkracht had; dit was veel te weinig. Later werden ze uitgerust met de Westinghouse XJ40-WE-6-turbojet zonder naverbrander; deze had 31,1 kN stuwkracht maar ook dit bleek niet genoeg te zijn om de F-86 Sabre te overklassen. Daarop werden ze uitgerust met de XJ40-WE-8)turbojet met naverbrander en 51,6 kN stuwkacht. Hiermee haalde men met de Skyray een wereldsnelheidsrecord van 1213 km/u over 3 kilometer afstand. Een week later, in oktober 1953 werd een nieuw record gevestigd over 100 kilometer afstand met 1172 km/u.
Een poging tot verbeteren van het hoogterecord faalde omdat de XJ40-motor niet betrouwbaar was. De ontwikkelproblemen met de J40-motor duurden voort en dreven de firma Westinghouse uit de straalmotorenmarkt.
In 1953 besloot men de Skyray toch in productie te nemen maar nu uitgerust met een Pratt & Whitney J57-P-2-turbojet met naverbrander; deze gaf 64,5 kN stuwkracht en was wel betrouwbaar.
De eerste productie-F4D-1 Skyray vloog op 5 juni 1954. Het toestel was voorzien van de J57-motor, het Aero-13 firecontrol-systeem en de Westinghouse AN/APQ-50-radar. Deze radar was met zijn waarneembereik van 29 km en lock-on-bereik van 20 km zeer indrukwekkend voor zijn tijd.
Tussen de eerste vluchten en de daadwerkelijke levering aan de USN en het USMC, die vanaf voorjaar 1956 plaatsvond, lag een ongebruikelijk lange tijd. Dit was puur te wijten aan de vertraging in de motorontwikkeling. Er stonden al 38 Skyray-airframes klaar voor aflevering maar zonder motor en in afwachting van de J40- of J57-motoren.
Tot aan de sluiting van de productielijn in december 1958 zijn totaal 420 F4D’s gebouwd en afgeleverd. Het toestel werd in september 1962 nog hernoemd tot F-6A toen de Amerikaanse strijdkrachten overgingen tot standaardisatie van alle aanduidingen maar tegen die tijd waren de Skyrays al opgenomen in de reservevoorraad. In 1962 werden er nog enkele vast uitgerust als doelslepers en hernoemd tot DF-6A en de overige toestellen werden gesloopt.
Wereldwijd zijn nog een tiental Skyrays over die in musea zijn ondergebracht; het toestel werd nooit naar andere landen geëxporteerd.

## Uitrusting en bewapening
De vlieger zat onder een omhoog klapbaar deels massief metalen cockpitframe dat met een enkele bevestiging aan de achterzijde vastzat. In de eerste toestellen zat nog een naar achter verschuifbare cockpit maar dit werd snel vervangen evenals de Douglas-schietstoel die binnen enkele maanden werd vervangen door de betere Martin Baker Mk P5.
De interne bewapening bestond uit 4 Colt M12 20 mm-kanonnen met elk 650 patronen; hiervan werden er in de latere modellen 2 verwijderd. De Skyray bezat 7 ophangpunten voor pylontanks, waarvan 3 onder elke vleugel en 1 centerline pylon; hier kon 1800 kg externe lading aan meegevoerd worden. De Skyray kon in 2 varianten worden uitgerust.
De eerste standaardconfiguratie bestond uit
- 2x pylontanks van elk 1136 liter
- 4x 70 millimeter (2.75 inch) raketpods met 7 of 19 folding-fin-raketten

De tweede standaardconfiguratie bestond uit
- 2x pylontanks van elk 1000 liter
- 4x AAM-N-7 Sidewinder infrarood lucht-lucht-raketten

Vanwege zijn lichte constructie en taak als marinejager was de F4D-1 niet geschikt om bommen af te werpen.
De centerline pylon kon ook worden benut om een navigation pack (NAVPAC)-pod aan op te hangen. De NAVPAC was uitgerust met een peilontvanger/afstandsmeter voor radiobakens en werd gebruikt bij vluchten naar USAF of civiele vliegvelden; deze hadden een meer geavanceerde navigatie-uitrusting dan de marine.
Op de middelste pylons onder de vleugels zaten altijd brandstoftanks gemonteerd; de Skyray was niet voorzien van “in flight refueling”-capaciteit. Skyrays konden ook worden uitgerust met een spoel om een sleepdoel te trekken.

## Inzet
De F4D Skyray was een marinejager en deed dienst bij de USN, het USMC en vreemd genoeg ook bij de USAF maar met marinevliegers!
Een marine Skyray-squadron (VFAW-3 uit North Island, San Diego) werd gedetacheerd bij de USAF ter assistentie van het North American Air Defense (NORAD)-systeem. Het moest eventuele indringers vanuit de zuidwestkant van de VS onderscheppen.
De marinetoestellen deden dus ook mee in diverse luchtmacht-onderscheppingscompetities. VFAW-3 Skyrays werden tijdens de Cubacrisis in 1962 ingezet op Naval Air Station Key West in Florida vanwaar ze de lokale bewaking van het luchtruim op zich namen. Er werden wel radarcontacten met MiG's gerapporteerd maar het kwam hierbij nooit tot een rechtstreekse confrontatie.